# جامعة الروح القدس - الكسليك
جامعة الرّوح القدس - الكسليك  (بالإنجليزية: Holy Spirit University of Kaslik)‏ هي جامعة خاصة في لبنان تأسست عام 1950. تقع في مدينة جبل لبنان، لبنان.

## الكليات
- كلية الفلسفة والعلوم الإنسانية
- كلية الآداب
- كلية الحقوق
- كلية إدارة الأعمال والعلوم التجارية
- كلية العلوم الزراعية والأغذية
- كليه الفنون الجميلة ( بأقسامها العمارة والعمارة الداخلية والتصميم الجرافيكي والإعلان والرسوم المتحركه)

## إحصائيات
يبلغ عدد طلاب الجامعة 7984 طالب.

## وصلات خارجية
- الموقع الرسمي